# Cymbopogon giganteus
Cymbopogon giganteus är en gräsart som beskrevs av Emilio Chiovenda. Cymbopogon giganteus ingår i släktet Cymbopogon, och familjen gräs. Inga underarter finns listade i Catalogue of Life.